# Vila Baleira
Vila Baleira – miasto w Portugalii (Region Autonomiczny Madera), na wyspie Porto Santo. Według danych szacunkowych na rok 2008 liczyło 4 296 mieszkańców. Prawa miejskie otrzymało w 1996.